# Matteo Renzi
Matteo Renzi (* 11. ledna 1975, Florencie, Itálie) je italský politik a předseda jím založené strany Italia Viva, kterou založil poté, co opustil Demokratickou stranu. V letech 2014–2016 zastával úřad premiéra Itálie, když stál v čele kabinetu. Předtím působil jako starosta Florencie.

## Politická kariéra
Dne 17. února 2014 ho prezident Giorgio Napolitano pověřil sestavením italské vlády. Dne 22. února 2014 složil Matteo Renzi přísahu a s ním i kompletní vláda. Stal se tak nejmladším ministerským předsedou v historii této země. Na začátku prosince roku 2016 vyhlásil jím samým navrhované referendum, dávající mu legitimitu k provedení ústavních změn, avšak italští voliči vyslovili cca 60 % nesouhlas s těmito plánovanými změnami a návrh tak nepodpořili. Krátce poté veřejně ohlásil, že na svůj post premiéra Itálie rezignuje. Demisi podal do rukou italského prezidenta Sergia Mattarella 7. prosince 2016, ačkoliv jím byl žádán, aby v pozici premiéra země setrval až do schválení státního rozpočtu. Úřad opustil 12. prosince téhož roku, když nový kabinet sestavil stranický kolega a ministr zahraničí Paolo Gentiloni.

## Osobní život
Matteo Renzi je ženatý a má tři děti.